# Hayley Carter
Hayley Carter (* 17. Mai 1995 in Chattanooga, Tennessee) ist eine US-amerikanische Tennisspielerin.

## Karriere
Carter spielt vor allem auf der ITF Women’s World Tennis Tour, wo sie bereits neun Titel im Doppel gewinnen konnte.
Im Januar 2019 siegte sie mit ihrer Partnerin Ena Shibahara beim Oracle Challenger Series in Newport Beach. Im September 2019 gewann sie mit Luisa Stefani ihren ersten Titel im Doppel auf der WTA Tour.
Im Februar 2020 gewann sie mit ihrer Partnerin Luisa Stefani das Challenger von Newport Beach und wurde danach erstmals in den Top-50 der Doppelweltrangliste geführt.

## Turniersiege

### Doppel
| Nr. | Datum              | Turnier           | Kategorie         | Belag     | Partnerin             | Finalgegnerinnen                        | Ergebnis         |
| --- | ------------------ | ----------------- | ----------------- | --------- | --------------------- | --------------------------------------- | ---------------- |
| 1.  | 2. August 2014     | Fort Worth        | ITF $10.000       | Hartplatz | Stefanie Tan          | Catherine Harrison Mary Weatherholt     | 6:3, 6:3         |
| 2.  | 23. Juni 2018      | Baton Rouge       | ITF $25.000       | Hartplatz | Ena Shibahara         | Astra Sharma Gabriela Talabă            | 6:3, 6:4         |
| 3.  | 4. August 2018     | Lexington         | ITF $60.000       | Hartplatz | Ena Shibahara         | Sanaz Marand Victoria Rodríguez         | 6:3, 6:1         |
| 4.  | 6. Oktober 2018    | Stockton          | ITF $60.000       | Hartplatz | Ena Shibahara         | Quinn Gleason Luisa Stefani             | 7:5, 5:7, [10:7] |
| 5.  | 27. Januar 2019    | Newport Beach (1) | WTA Challenger    | Hartplatz | Ena Shibahara         | Taylor Townsend Yanina Wickmayer        | 6:3, 7:61        |
| 6.  | 23. Februar 2019   | Rancho Santa Fe   | ITF W25           | Hartplatz | Ena Shibahara         | Francesca Di Lorenzo Catherine McNally  | 7:5, 6:2         |
| 7.  | 8. Juni 2019       | Bethany Beach     | ITF W25           | Sand      | Usue Maitane Arconada | Dea Herdželaš Tereza Mihalíková         | 6:4, 6:4         |
| 8.  | 22. Juni 2019      | Denver            | ITF W25           | Hartplatz | Vladica Babić         | Brynn Boren Gail Brodsky                | 6:2, 6:3         |
| 9.  | 13. Juli 2019      | Honolulu          | ITF W60           | Hartplatz | Jamie Loeb            | Usue Maitane Arconada Caroline Dolehide | 6:4, 6:4         |
| 10. | 28. September 2019 | Taschkent         | WTA International | Hartplatz | Luisa Stefani         | Dalila Jakupović Sabrina Santamaria     | 6:3, 7:64        |
| 11. | 9. November 2019   | Colina            | ITF W60           | Sand      | Luisa Stefani         | Anna Danilina Conny Perrin              | 5:7, 6:3, [10:6] |
| 12. | 1. Februar 2020    | Newport Beach (2) | WTA Challenger    | Hartplatz | Luisa Stefani         | Marie Benoît Jessika Ponchet            | 6:1, 6:3         |
| 13. | 16. August 2020    | Lexington         | WTA International | Hartplatz | Luisa Stefani         | Marie Bouzková Jil Teichmann            | 6:1, 7:5         |